# Obniżenie Łącznej
 Obniżenie Łącznej – obniżenie w Sudetach Środkowych, w Górach Bardzkich.

## Lokalizacja
Obniżenie Łącznej jest to śródgórskie obniżenie (378–400 m n.p.m.), położone między Garbem Golińca a środkową częścią Grzbietu Zachodniego Gór Bardzkich. Od północno-wschodniej strony obniżenie ogranicza Grzbiet Zachodni Góry Gór Bardzkich, a Garb Golińca od strony południowo-zachodniej i zachodniej.

## Opis
Obniżenie Łącznej jest wyraźnie wyodrębniająca się podjednostką Gór Bardzkich stanowiącą teren o całkowicie odmiennym charakterze. Jest to kotlina śródgórska z położoną centralnie doliną Łącznicy w południowej części obniżenia, doliną Czerwionka w północno-zachodniej części i doliną Jaśnicy w północno-wschodniej części. Obniżenie powstało na wychodniach utworów czerwonego spągowca, głównie piaskowców, zlepieńców, wapieni i łupków oraz górnokarbońskich zlepieńców. Powierzchnia zrównania obniżenia pokryta jest cienką warstwą utworów czwartorzędowych, a także osadów polodowcowych.

## Krajobraz
Krajobraz kotliny przedstawia krajobraz wyżyn. Najwyższe wzniesienia nie przekraczają 500 m n.p.m. Cały obszar jest pagórkowaty, pofałdowany, łagodnie poprzecinany korytami potoków. Poza nielicznymi wzniesieniami jest słabo porośnięty lasem. Jest to teren średnio zaludniony, większość obszaru zajmują pola uprawne i łąki. Krajobraz jest przeobrażony, ale w nieznacznym stopniu zurbanizowany. Obszar obniżenia jest ciekawy przyrodniczo i krajobrazowo, o wspaniałych panoramach widokowych, rozciągających się na Garb Golińca i Góry Bardzkie. Wzdłuż koryt rzek ciągną się pasy zieleni z drzew liściastych, liczny jest również starodrzew w formie przydomowych nasadzeń.

## Geologia
Gleby są gliniaste i piaszczysto-gliniaste, cały obszar intensywnie jest użytkowany rolniczo. W obniżeniu występują ciekawe minerały, jak turmalin i  pistacyt. W okolicy wsi Łączna można natrafić na florę kopalną.

## Świat roślinny i zwierzęcy
Świat zwierzęcy i roślinny nie różni się specjalnie od innych części Sudetów. Z większych zwierząt można spotkać: sarnę i dzika, z ptaków na terenie obniżenia występuje: jarząbek, sowa włochata, pluszcz, krzyżodziób świerkowy, kilka gatunków jastrzębi. Z mniejszych ssaków występuje lis, łasica, wiewiórka, zając. Na terenie obniżenia pozostałości lasu zachowały się jedynie na wierzchołkach wzgórz z wychodniami skał. Główną roślinność stanowią zbiorowiska synantropijne i segetalne.

## Klimat
Na opisywanym obszarze brakuje stacji meteorologicznych, co utrudnia szczegółowe określenie panujących tu warunków klimatycznych. Położenie fizyczno-geograficzne obniżenia, masywy górskie Gór Bardzkich, osłaniające dolinę od północy i północnego wschodu, oraz Garb Golińca, osłaniający obniżenie od południowego zachodu, sprawiają, że klimat jest umiarkowany, przejściowy, ciepły, charakteryzujący się zmiennym stanem pogody. Średnia temperatura roczna oscyluje tu w granicach 7 °C. Najcieplejszym miesiącem jest lipiec, najzimniejszym styczeń. Okres wegetacyjny ma zróżnicowaną długość w zależności od wysokości terenu i trwa ok. 220 dni. Zachmurzenie średnie występuje w okresie jesienno-zimowym, najmniejsze w lecie. Opadom często towarzyszą gwałtowne burze z wyładowaniami.

## Wody
Obniżenie Łącznej należy do dorzecza Odry. Największą rzeką kotliny jest Jaśnica – lewostronny dopływy Nysy Kłodzkiej, która odwadnia północno-wschodnią część obniżenia. Południową część odwadnia Łącznica a z północnej części wody odprowadza Czerwionek.

## Miejscowości
W północno-wschodniej części obniżenia wzdłuż doliny potoku Jaśnica leży Wojbórz. Ponadto w kotlinie leżą Łączna i Czerwieńczyce.

## Zabytki

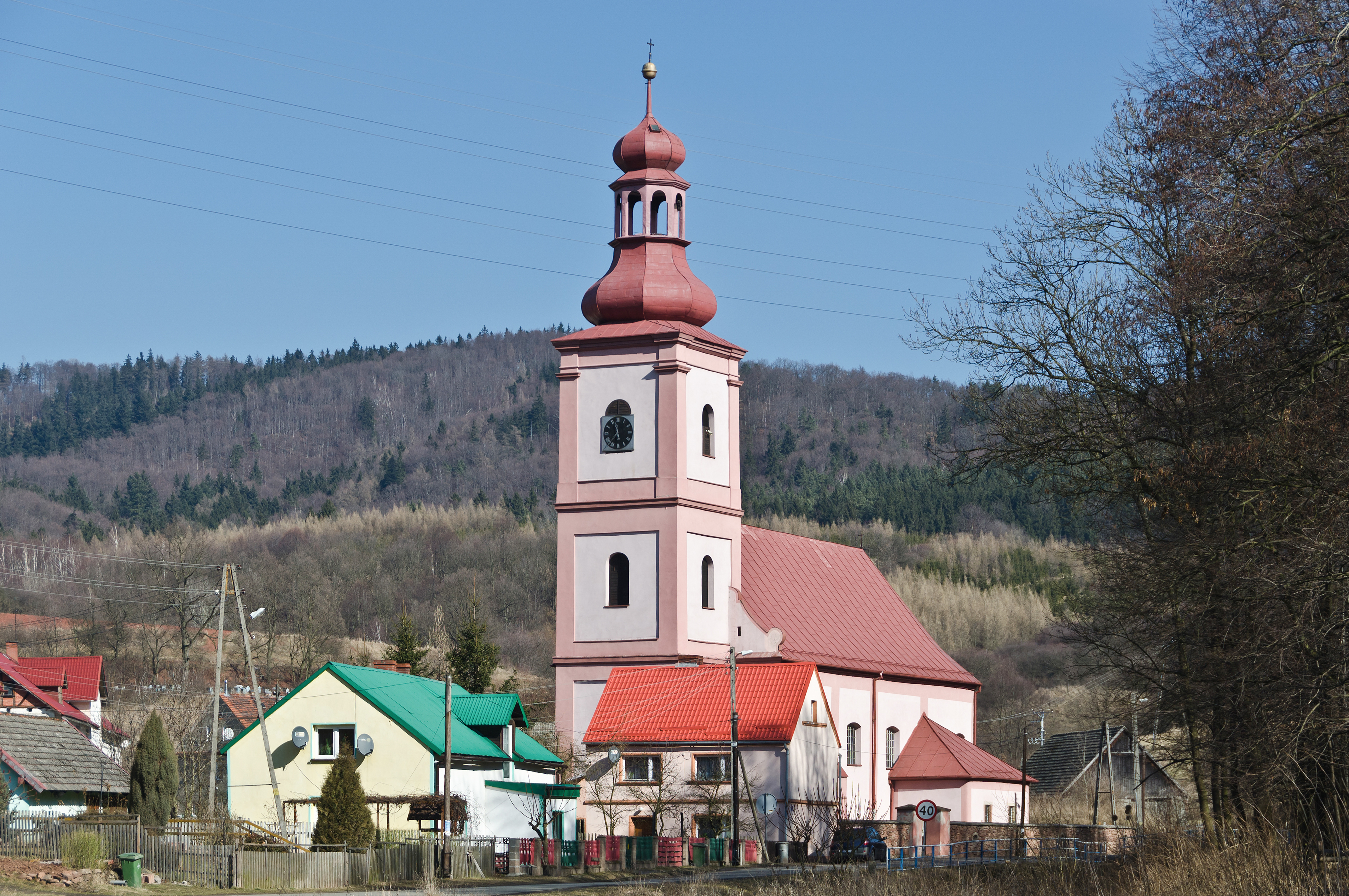
Kościół św. Bartłomieja w Czerwieńczycach

- barokowa kaplica św. Anny z XVIII wieku na zboczu góry Czerwoniak
- kapliczka słupowa z latarnią nakrytą czterospadowym daszkiem z krzyżem z XVIII–XIX wieku, usytuowana przy polnej drodze w kierunku Wojborza.
- ruiny umocnienia fortyfikacyjne "Czerwony Szaniec"
- zabudowania folwarczne na początku wsi
- kościół św. Jerzego w Wojborzu z 1733
- kościół św. Bartłomieja z drugiej połowy XVIII wieku w Czerwieńczycach.